# Suipacha, Bolivia

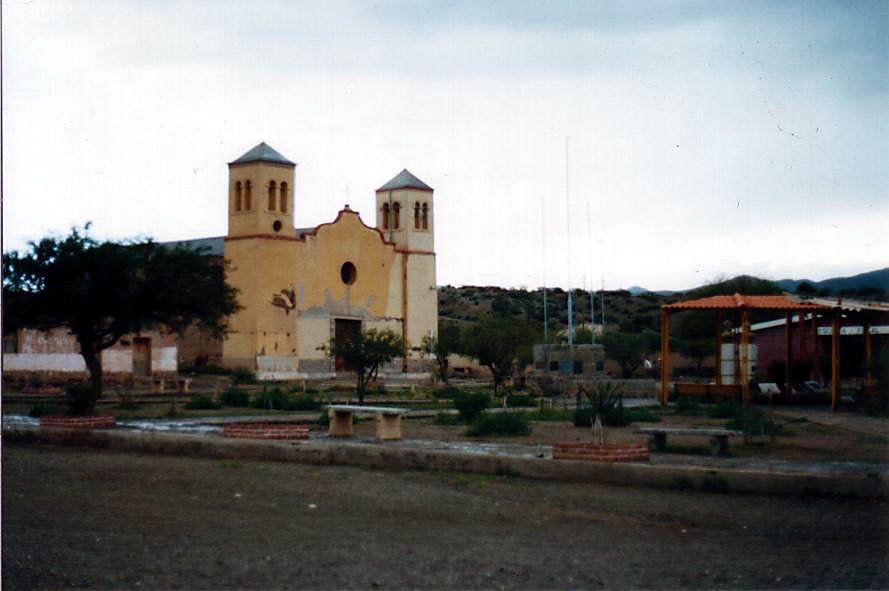
Suipacha.

Suipacha är  en ort i den bolivianska provinsen Sud Chichas i departementet Potosí. Orten ligger nära gränsen till Argentina.